# Javor (Zsumberk)
 Javor  falu Horvátországban Zágráb megyében. Közigazgatásilag Zsumberkhez tartozik.

## Fekvése
Zágrábtól 40 km-re nyugatra községközpontjától Kostanjevactól 8 km-re északra a Zsumberki-hegység délkeleti lejtőin fekszik.

## Története
Az 1830-as urbárium szerint 8 háza és 83 lakosa volt, közülük 57 római katolikus és 26 görögkatolikus. Az utóbbiak a Bukvići nevű falurészen laknak. A hívek a kaljei Szent Mihály plébániához tartoznak. 1857-ben 106, 1910-ben 93 lakosa volt. Trianon előtt Zágráb vármegye Jaskai járásához tartozott. 2011-ben 10 lakosa volt. Lakói mezőgazdasággal, állattenyésztéssel, szőlő- és gyümölcstermesztéssel foglalkoznak. 

## Lakosság
| Lakosság változása | Lakosság változása | Lakosság változása | Lakosság változása | Lakosság változása | Lakosság változása | Lakosság változása | Lakosság változása | Lakosság változása | Lakosság változása | Lakosság változása | Lakosság változása | Lakosság változása | Lakosság változása | Lakosság változása | Lakosság változása |
| ------------------ | ------------------ | ------------------ | ------------------ | ------------------ | ------------------ | ------------------ | ------------------ | ------------------ | ------------------ | ------------------ | ------------------ | ------------------ | ------------------ | ------------------ | ------------------ |
| 1857               | 1869               | 1880               | 1890               | 1900               | 1910               | 1921               | 1931               | 1948               | 1953               | 1961               | 1971               | 1981               | 1991               | 2001               | 2011               |
| 106                | 113                | 106                | 115                | 94                 | 93                 | 103                | 94                 | 92                 | 98                 | 84                 | 76                 | 46                 | 40                 | 20                 | 10                 |

## Külső hivatkozások
- Žumberak község hivatalos oldala
- A Zsumberki közösség honlapja